# Оливейра Галван, Джефферсон де
Дже́фферсон де Оливе́йра Галва́н (род. 2 января 1983, Сан-Висенти, Сан-Паулу) — бразильский футболист, вратарь, известный по выступлениям за «Ботафого» и сборную Бразилии. Занимает третье место по количеству матчей за клуб «Ботафого».

## Карьера
Джефферсон — воспитанник клуба «Крузейро». С 2003 года 2 сезона играл в аренде в «Ботафого». В том же году Джефферсон выиграл Молодёжный чемпионат мира, который проходил в ОАЭ. В 2005 году перешёл в турецкий «Трабзонспор». В 2008 году Джефферсон перешёл в «Коньяспор». Отыграв там 1 сезон, Джефферсон вернулся в Бразилию в клуб «Ботафого», в котором играет по сей день. За новый клуб дебютировал 13 сентября 2009 года в матче против «Флуминенсе». Матч закончился со счетом 0-0. 13 мая 2016 года в матче кубка Бразилии против «Жуазейренсе» вратарь получил тяжёлую травму: частичный разрыв сухожилия трицепса, из-за чего пропустил весь сезон чемпионата Бразилии.
Объявил о завершении карьеры после матча 37 тура чемпионата Бразилии 2018 года против «Параны», в котором «Ботафого» одержал победу со счётом 2:1. Причиной относительно раннего для вратаря завершения карьеры стали многочисленные травмы, преследовавшие Джефферсона в последние годы.

### Сборная
19 мая 2011 года тренер сборной Бразилии Мано Менезес объявил список игроков, которые примут участие в товарищеских матчах 4 и 8 июня, в него попал Джефферсон. Позже Джефферсон попал в окончательный список игроков, заявленных на Кубок Америки 2011. Джефферсон принял участие в Кубке Америки в качестве запасного вратаря. Дебютировал в составе Селесао 14 сентября 2011 года в игре за Кубок Рока в Кордове против сборной Аргентины. Матч закончился со счётом 0:0. В 2014 году Джефферсон был вызван в состав сборной Бразилии на домашний чемпионат мира, но в матчах не участвовал. В 2015 году Джефферсон был основным вратарём сборной на Кубке Америки, сыграл во всех четырёх матчах против Перу, Колумбии, Венесуэлы и Парагвая, пропустив в них 4 мяча.

## Титулы и достижения
- Чемпион штата Рио-де-Жанейро (3): 2010, 2013, 2018
- Чемпион штата Минас-Жерайс: 2002
- Обладатель Кубка Сул-Минас (2): 2001, 2002
- Чемпион Серии B Бразилии: 2015
- Чемпион мира среди молодёжных команд: 2003
- Победитель Кубка конфедераций: 2013
- Лучший вратарь чемпионата Бразилии (Globo и КБФ) (2): 2011, 2014